# Ahl el qema
Ahl el qema é um filme de drama egípcio de 1981 dirigido e escrito por Aly Badrakhan. Foi selecionado como representante do Egito à edição do Oscar 1982, organizada pela Academia de Artes e Ciências Cinematográficas.

## Elenco
- Nour El-Sherif
- Soad Hosny